# Wydawnictwa Akademickie i Profesjonalne
Wydawnictwa Akademickie i Profesjonalne sp. z o.o. – spółka córka Wydawnictw Szkolnych i Pedagogicznych. Przedsiębiorstwo działa od stycznia 2006 roku. 
Wydawnictwo publikuje książki dla studentów, pracowników uczelni oraz osób doskonalących się zawodowo. 
Tematyka oferowanej literatury to media, studia europejskie, problemy globalizacji, socjologia, przedsiębiorczość, zagadnienia internetu i kultura nowych mediów.
W kwietniu 2010 roku Wydawnictwa Akademickie i Profesjonalne sp. z o.o. zostały postawione w stan likwidacji. W grudniu 2010 proces likwidacji został uchylony. 